# Moraveč (okres Pelhřimov)
Obec Moraveč (německy Morawetsch) se nachází v okrese Pelhřimov v Kraji Vysočina. Žije zde 197 obyvatel. Obcí protéká Cerekvický potok, který je levostranným přítokem říčky Hejlovky.

## Historie
První písemná zmínka o obci pochází z roku 1379. Koncem 18. století zde byl založen evangelický sbor helvétského vyznání.

## Pamětihodnosti
- Toleranční kostel